# Wilton (Connecticut)
Wilton város az Amerikai Egyesült Államok Connecticut államában, Fairfield megyében. Lakosainak száma 18 503 fő (2020. április 1.).

## Népesség
A település népességének változása:

| 2010 | 18 062 |
| 2020 | 18 503 |